# Нижнесолонецкое озеро
Нижнесолонецкое или Нижнее Солонецкое — озеро в дельте Днепра, расположенное на территории Скадовского района (Херсонская область, Украина). Площадь — 1,2 км². Тип общей минерализации — пресное. Происхождение — пойменное. Группа гидрологического режима — сточное.
Расположено в границах Нижнеднепровского национального природного парка.

## География
Длина — 1,5 км, ширина наибольшая — 1 км. Глубина наибольшая — 2 м. Котловина неправильной овальной формы, вытянутая с севера на юг. Берега низменные, местами заболоченные, поросшие прибрежно-водной растительностью.
Нижнесолонецкое озеро расположено в дельте Днепра на острове Белогрудый. Сообщается с Днепром протоками. Озеро сообщается протокой Солониха с рукавом Днепра Конка и озёрами, расположенными севернее (Верхнесолонецкое, Мелкое, Днепровое). Днепр с рукавами и протоками образовывают речные острова. На берегах нет населённых пунктов.
Питание за счёт водообмена с Днепром. Минерализация воды — 200–300 мг/л. Прозрачность — 1 м. Температура воды летом свыше +25 °С. Зимой замерзает. Дно устлано слоем чёрного сапропелевого ила с примесями детрита.

## Природа
Берега и водное зеркало зарастают прибрежно-водной (тростник обыкновенный, камыш озёрный, рогоз узколистный) и водной (кувшинка белая, кубышка жёлтая, валлиснерия спиральная, роголистник погружённый) растительностью. Встречаются редкие (краснокнижные) виды растений (рогульник плавающий, болотноцветник щитолистный, сальвиния плавающая).
Нижнесолонецкое озеро — место нереста леща, судака, тарани. Водится ондатра.